# Juan Bautista Minghetti
Juan Bautista Minghetti fue un sacerdote católico, escultor y tallador italiano que llegó a la ciudad de Quito a finales del siglo XIX, donde se volvió un artista de prestigio. Pertenecía a la orden salesiana, que le envió a la capital de Ecuador alrededor del año 1890 para hacerse cargo de la casa taller que tenían en el sector conocido como La Tola.
Minghetti fue profesor del centro de artes, del que salieron muchos talladores exquisitos y también algunos escultores que más tarde trabajarían para la aristocracia quiteña de la época y para obras públicas de ornato de la ciudad. Su obra más representativa es el diseño del Monumento a los Héroes del 10 de agosto de 1809, que le fue encargado en abril de 1894 por el entonces presidente Luis Cordero Crespo, pero que no pudo construir debido a la expulsión de su orden sacerdotal del país durante el gobierno de Eloy Alfaro en el año 1900. La obra sería terminada entonces por el arquitecto Francisco Durini y su padre, basándose en los bocetos que Minghetti había dejado y que hoy podemos apreciar en la Plaza Grande de Quito.
Otras obras importantes de este artista fueron la construcción del Templo de María Auxiliadora, en el barrio La Tola, y el talle de las 30 sillas que hoy se encuentran en el Salón del Gabinete del Palacio de Carondelet, en el Centro Histórico de Quito.